# Расловка (река)
Расловка — река в России, протекает по Смоленской области. Правый приток Гордоты.

## География
Река Расловка берёт начало в лесах севернее деревни Раслово Мытишинского сельского поселения. Течёт на юго-восток и впадает в Гордоту в 7,4 км от устья. Длина реки составляет 44 км, площадь водосборного бассейна — 202 км². Вдоль течения реки расположены населённые пункты Полдневского сельского поселения деревни Пустошка, Дубровка, Полднево (центр сельского поселения), Зиновино, Кочаны.

## Данные водного реестра
По данным государственного водного реестра России относится к Окскому бассейновому округу, водохозяйственный участок реки — Угра от истока и до устья, речной подбассейн реки — Бассейны притоков Оки до впадения Мокши. Речной бассейн реки — Ока.
Код объекта в государственном водном реестре — 09010100412110000020729.

### Притоки
(указано расстояние от устья)
- 24,6 км: река Крушиновка (пр)